# Neiner Pince
A Neiner Pince egy kis családi borászat a szekszárdi történelmi borvidéken, két hektár szőlővel, két kiváló dűlőben: az Őcsényi-hegyen és a Porkoláb-völgyben.
A család évszázadok óta Szekszárdon él, őseik az 1700-as évek elején érkeztek Bajorországból, azóta foglalkoznak borkészítéssel, mindig újra kezdve, amit háborúk, természeti csapások, diktatúrák tönkretettek, elvettek.
Jelenleg három testvér, (János, András, István) műveli a szőlőt, gondozza a birtokot, borászkodik a pincében. Gyakorlatilag manufakturális módszerekkel dolgoznak, megőrizve az évszázadok során átadott hagyományos eljárásokat, miközben a mai kor vívmányai közül is felhasználják a szükségeseket. 
A Neiner Pince „ékkövei” a két, ma már igazi hungaricumnak számító Kadarka ültetvény.
Terroir:
Porkoláb-völgy: délkeleti fekvésű dűlő, mediterrán klímával. Gyakorlatilag reggeltől estig napfényben fürdik, itt található a "fiatalabb", 40 éves Kadarka ültetvény, kb. 170 méterrel a tengerszint felett. Szekszárd egyik legjobb dűlője.
Őcsényi-hegy: Keletre néz, itt néhány órával korábban bukik le a nap az erdő felett, ezért élénkebb savú borok születnek az idősebb, közel 60 éves bakművelésű Kadarka tőkékről, melyeket a nagyapák telepítettek a II. világháború utáni években. Itt található a többi ültetvény is, valamint a tanya, ahol a szőlőt feldolgozzák.
A pince borai: merlot, kadarka, portugieser, rosé, siller.

## Külső hivatkozások
- A Neiner Pince honlapja
- Kadarka kóstoló a Budai Várban
- Borvacsora a Fehér Páva étteremben
- A Neiner Pince a Kogart házban